# Alejandro (singel)
Alejandro − trzeci singiel amerykańskiej piosenkarki Lady Gaga, pochodzący z jej minialbumu The Fame Monster. Piosenka została napisana przez Gagę i producenta o pseudonimie RedOne, który jest odpowiedzialny także za produkcję utworu. W singlu artystka śpiewa w języku innym niż angielski o żegnających się kochankach. Było to inspirowane przez „Fear of Sex Monster”. Krytycy zauważyli, że piosenka jest pod silnym wpływem ABBY i Ace of Base, co dało pozytywną recenzję.
„Alejandro” jeszcze przed premierą znalazł się na UK Singles Chart, na Hungarian Singles Charts zadebiutował w pierwszej piątce, dzięki sprzedaży z albumu. Utwór znalazł się także na listach w Kanadzie, Australii, Nowej Zelandii i w Stanach Zjednoczonych, gdzie na Billboard Hot 100 dotarł do pierwszej dziesiątki, stając się siódmym singlem Gagi w top ten. Piosenka wykonywana była na The Monster Ball Tour, przedstawiając Gagę z insynuowanymi scenami seksualnymi. Kompozycja została wykonana na IX finał American Idol 5 maja 2010 roku.

## Tło

Lady Gaga wykonuje utwór „Alejandro"=” podczas trasy koncertowej The Monster Ball Tour

Początkowo wytwórnia planowała wydać jako trzeci singiel utwór „Dance in the Dark” po „Telephone”. Producenci widzieli słaby odbiór utworu w radiu. Kłótnia między wytwórnią a Gagą zadecydowała, że „Alejandro” zostanie wypuszczony na rynek muzyczny jako trzeci singiel. Poprzez konto na portalu Twitter wokalistka skomentowała swój wybór: „Alejandro jest w radiu. Kurwa, to brzmi tak dobrze. Zrobiliśmy to potworki”. Kompozycję wypuszczono do rozgłośni radiowych 20 kwietnia 2010 w USA. W wywiadzie dla Fuse TV piosenkarka powiedziała, że inspiracją dla „Alejandro” jest „Fear of the Sex”.

## Kompozycja
Utwór zawiera w połowie elementy z europopu, a w połowie elementy disco. „Alejandro” inspirowane jest piosenkami zespołu ABBA i Ace of Base. Inspiracje z Ace of Base widoczne są w beacie, śpiewie, melodii i w innym niż angielski akcencie, a słowa piosenki są niewyraźne. Utwór zawiera fragment widowiska skrzypcowego „Csárdás” włoskiego kompozytora Vittorio Montiego. Kompozycję otwiera skrzypcowy płacz, zasmucona Gaga śpiewa: „Wiem, że jesteśmy młodzi i wiem, że możesz mnie kochać / Ale ja nie mogę być z tobą dłużej, Alejandro”. Utwór następnie zmienia beat na europop, Gaga żegnając kochanków śpiewa: „Wiesz, że Cię kocham / Gorący, jak Meksyk, raduj się! / W tym momencie muszę wybrać / Nic do stracenia”. Do końca utworu wymienia trzech bohaterów: Alejandro, Fernando, Roberto.
Zgodnie z nutami opublikowanymi na Musicnotes.com przez Sony/ATV Music Publishing piosenka jest umieszczona w znaku metrycznym taktu na cztery o umiarkowanym tempie, z 99 uderzeniami na minutę. Utwór składa się w tonacji h-moll z wokalem Gagi w zakresie sięgającym od F3 do G5. Werset piosenki ma podstawową sekwencję Bm–D–F♯m–Bm–D–F♯m jako rozwój akordów. Tekst piosenki mówi o bronieniu siebie przed harem łacińskich ludzi i ma kilka aluzji z piosenek ABBY, w tym odniesienie do piosenki „Fernando” z 1976 roku, w której wymieniany jest jeden z wpływów.

## Sukces komercyjny
17 kwietnia 2010 roku „Alejandro” zadebiutowało na pozycji siedemdziesiątej drugiej na Billboard Hot 100. Piosenka osiągnęła pozycją piątą, stając się siódmym singlem w top ten w USA. Lady Gaga stała się drugą artystką, której pierwsze siedem singli osiągnęło pozycję w czołowej dziesiątce, pierwszą była piosenkarka R&B Monica w latach 1995-99. Piosenka osiągnęła 35. na Mainstream Top 40 i 71. na Hot Digital Songs ze sprzedażą 24.000 plików według Nielsen Soundscan. „Alejandro” osiągnął 4. miejsce na Mainstream Top 40 Chart, a także zadebiutował na Hot Dance Club Songs na pozycji 40 i znalazł się pierwszy w tej sprawie z dnia 7 lipca 2010. Na Canadian Hot 100 piosenka 4 kwietnia 2010 roku znalazła się na pozycji 78. i przeniosła się o 50 pozycji do miejsca 28. 8 maja w Kanadzie zadebiutowała na pozycji czwartej.
5 kwietnia 2010 piosenka zadebiutowała na pozycji 49. w Australii na oficjalnej liście ARIA Singles Chart i przeniosła się do dwudziestego ósmego miejsca w przyszłym tygodniu, stając się największym skokiem na liście. Od tamtego czasu kompozycja dotarła do pozycji drugiej, stając się tym samym siódmym singlem Gagi w top five w Australii. „Alejandro” pokrył się platyną w Australian Recording Industry Association (ARIA) ze sprzedażą 70.000 egzemplarzy. 21 kwietnia 2010 roku singiel zadebiutował na miejscu 35. New Zealand Top 40, od tamtego czasu wspiął się najwyżej na 14. 16 maja 2010 utwór wszedł na listę UK Singles Chart i znalazł się na miejscu dziewięćdziesiątym piątym i osiągnął maksymalną pozycję dziesiątą. Na Węgrzech kompozycja znalazła się pod numerem 5.. W Europie „Alejandro” trafiło na listy w Belgii, Czechach, Holandii, Szwecji, Szwajcarii i Słowacji. W głosowaniu słuchaczy radia RMF FM „Alejandro” został wybrany Przebojem lata 2010.

## Teledysk
Teledysk do utworu wyreżyserowany przez fotografa Stevena Kleina, został wydany 8 czerwca 2010 roku. Inspiracją była miłość gejów i podziwu tej miłości. Klip przedstawia Gagę tańczącą z grupą żołnierzy w kabaretkach, przeplatany jest scenami piosenkarki, jako zakonnicy połykającej różaniec z tańcem półnagich mężczyzn trzymających karabiny maszynowe. Wideo otrzymało pozytywne recenzję od krytyków, chwaląc pomysł i ciemny charakter klipu, podczas gdy Liga Katolicka zaatakowała Gagę oskarżając ją za użycie bluźnierstwa. Klein odrzucał pomysł połykania różańca, jednak Gaga postawiła na swoim tłumacząc, że jej „pragnieniem było oszukać Świętych”.
Pierwszy oficjalny teaser został wydany 1 czerwca. Trailer został nagrany w czarno-białym kolorze. Początkowo przedstawia Gagę w dość ubogim stroju w białych włosach. Klimat jest typowo wojenny. W ostatnich ujęciach, Stefani stoi w towarzystwie półnagich mężczyzn. Drugi teaser został wydany 3 czerwca z trochę zremiksowaną muzyką. Pojawia się nowy strój piosenkarki, dowiadujemy się również parę rzeczy o sytuacjach w poprzednim zwiastunie. Oba zwiastuny mają około 20 sekund i wydane zostały na oficjalnym kanale YouTube piosenkarki. Oficjalna premiera odbyła się 8 czerwca o godzinie 18:00. Teledysk trwa 08:44 minuty.

## Wykonania na żywo
Gaga zaśpiewała „Alejandro” na jej światowej trasie koncertowej The Monster Ball Tour w 2009 i 2010 roku. Był to czwarty wykonywany utwór na amerykańskim odcinku. Jednakże na brytyjskiej i europejskiej trasie piosenka została wykonana pod koniec tournée. Podczas występów w trasie koncertowej założone ma czarne body,sztuczną krew na sobie i tańczy z dwoma tancerzami. W czasie występu w San Diego, Kalifornii Gaga włączyła nazwę miasta w słowa piosenki, co później skomentowała: „Mam szczęście, że »San Diego« rymuje się z »Fernando« i »Alejandro«”.
Ted Shaw Windsor Star skomentował, że piosenki takie jak „Alejandro”, „Teeth” i „Monster” pokazują akt seksualny. Jim Harrington z San Jose Mercury News porównał wykonanie piosenki z tańcem erotycznym. 20 kwietnia 2010 piosenka została wykonana na MAC AIDS Fund Pan-Asia Viva Glam w Tokio. Połączenie „Bad Romance” i „Alejandro” wokalistka wykonała w dziewiątym sezonie American Idol 28 kwietnia 2010 roku. 25 czerwca Lady Gaga zaśpiewała piosenkę „Alejandro” podczas balu organizowanego przez Eltona Johna – „White Tie and Tiara Ball”.

## Track listy i formaty
|  | - Digital download 1. "Alejandro" – 4:34 - The Remixes EP 1. "Alejandro" (Afrojack Remix) – 4:48 2. "Alejandro" (Rusko's Papuseria Remix) – 3:53 3. "Alejandro" (Dave Audé Club Mix) – 7:15 4. "Alejandro" (Skrillex Club Mix) – 5:49 5. "Alejandro" (Kim Fai Remix) – 7:20 6. "Alejandro" (The Sound of Arrows Remix) – 3:57 7. "Alejandro" (Bimbo Jones Club Mix) – 6:40 8. "Alejandro" (Kleerup Club Mix) – 5:22 - French CD Single 1. "Alejandro" (Radio Edit) – 3:58 2. "Alejandro" (Dave Audé Radio Mix) – 3:51 3. "Alejandro" (Bimbo Jones Radio Edit) – 3:19 | - UK CD Single 1. "Alejandro" – 4:34 2. "Alejandro" (Dave Audé Club Mix) – 7:15 - UK 7" Vinyl 1. "Alejandro" – 4:34 2. "Alejandro" (Bimbo Jones Club Mix) – 6:40 - UK iTunes Bundle 1. "Alejandro" – 4:34 2. "Alejandro" (Music Video) – 8:44 |

## Notowania i certyfikacje

### Notowania
| Chart (2009/2010)                | Najwyższa pozycja |
| -------------------------------- | ----------------- |
| Australian Singles Chart         | 2                 |
| Belgian Singles Chart (Flanders) | 3                 |
| Belgian Singles Chart (Wallonia) | 4                 |
| Brazilian Hot 100 Airplay        | 17                |
| Canadian Hot 100                 | 4                 |
| Czech Airplay Chart              | 2                 |
| Danish Singles Chart             | 4                 |
| Dutch Top 40                     | 4                 |
| European Hot 100 Singles         | 2                 |
| Finnish Singles Chart            | 1                 |
| French Digital Singles Chart     | 3                 |
| Single (track) Top 20 lista      | 5                 |
| Irish Singles Chart              | 3                 |
| New Zealand Singles Chart        | 11                |
| Norwegian Singles Chart          | 3                 |
| Polish Singles Chart             | 1                 |
| Russian Airplay Chart            | 1                 |
| Slovak Airplay Chart             | 2                 |
| Spanish Singles Chart            | 11                |
| Swedish Singles Chart            | 4                 |
| Swiss Singles Chart              | 4                 |
| UK Singles Chart                 | 7                 |
| US Billboard Hot 100             | 5                 |
| US Hot Dance Club Songs          | 1                 |
| US Mainstream Top 40             | 4                 |
| United World Chart               | 3                 |

| Państwo   | Status  |
| --------- | ------- |
| Australia | Platyna |

## Premiera radiowa i wydanie
| Państwo           | Data             | Format                            |
| ----------------- | ---------------- | --------------------------------- |
| Stany Zjednoczone | 20 kwietnia 2010 | Mainstream radio                  |
| Belgia            | 18 maja 2010     | The Remixes EP – Digital download |
| Kanada            | 18 maja 2010     | The Remixes EP – Digital download |
| Dania             | 18 maja 2010     | The Remixes EP – Digital download |
| Francja           | 18 maja 2010     | The Remixes EP – Digital download |
| Holandia          | 18 maja 2010     | The Remixes EP – Digital download |
| Norwegia          | 18 maja 2010     | The Remixes EP – Digital download |
| Portugalia        | 18 maja 2010     | The Remixes EP – Digital download |
| Szwecja           | 18 maja 2010     | The Remixes EP – Digital download |
| Szwajcaria        | 18 maja 2010     | The Remixes EP – Digital download |
| Stany Zjednoczone | 18 maja 2010     | Maxi Single, EP, Digital download |
| Szwecja           | 24 maja 2010     | Digital download                  |
| Belgia            | 24 maja 2010     | Digital download                  |
| Stany Zjednoczone | 15 czerwca 2010  | The Remixes EP – CD Single        |
| Niemcy            | 15 czerwca 2010  | The Remixes EP – CD Single        |
| Wielka Brytania   | 28 czerwca 2010  | CD Single, 7"                     |